# U字工事の旅!発見
U字工事の旅!発見（ゆーじこうじのたびはっけん）は、とちぎテレビが制作している旅番組である。とちぎ旅シリーズの2作目で、前番組の『とちぎ発!旅好き!』の後継番組にあたる。2022年4月7日より字幕放送を実施している。

## 概要
U字工事の福田薫と益子卓郎の2人が、地元栃木県と福島県、茨城県、群馬県、埼玉県と栃木をぐるっと囲む5県が主な取材エリア。地域の名物や特産品の歴史を探る旅番組である。栃木県周辺以外の都道府県では、千葉県・広島県・宮城県・東京都・沖縄県・福井県・兵庫県・大阪府が扱われたこともある。
2005年から続いていた前番組の『とちぎ発!旅好き!』の後継番組であり、制作スタッフや協力会社、放送局などが共通している。前番組終了時点では、U字工事を含め栃木県出身者が週替わりで旅人を務めていたが、当番組よりU字工事に一本化された。
前番組では年に1度のペースで茨城空港を利用しての海外（韓国など）の旅もあったが、放送開始して1年後の2020年からは新型コロナウイルスの影響もあり、海外ロケに制限が生じているだけでなく、通常の旅も一時期不可能となり総集編などで凌いでいた状況であった。茨城空港を利用した韓国の旅は、番組開始してから5年以上が経過した2024年7月18日・25日放送にてようやく実現した。また、前述の沖縄県をとりあげた回（2025年2月6日・13日）については茨城空港発のスカイマーク那覇空港便を、放送300回記念となる関西方面（2025年6月19日・26日）については茨城空港発のスカイマーク神戸空港便を用いる形で実施された。
取材エリアに含まれている福島県と茨城県ではBSJapanextで放送開始されるまでは有料CSチャンネルまたは不定期のネット配信に限られていた。茨城県はそもそも地上波民放テレビ局は存在せず、福島県では前番組時代開始の2005年から現在まで福島県域放送の実現には至っていない。このように、放送エリアや視聴可能なテレビ局が限られているが、2023年4月21日に放送された『マツコ&有吉 かりそめ天国』（テレビ朝日）で全国に当番組が知られたこともある。
2021年11月30日、Youtubeチャンネルが開設された。

## 出演者
メインキャスト
- U字工事（福田薫、益子卓郎）

ナレーション
- 山根大嗣

## 放送リスト
量が多いため、伸縮型のメニューとして掲載。右にある[表示]をクリックすると一覧表示される。放映日は制作局のとちぎテレビでの放映日を記載。
なお、過去回はYoutubeチャンネルで一部を除き見る事が出来る。
| 2019年放送リスト | 2019年放送リスト | 2019年放送リスト       | 2019年放送リスト                                           | 2019年放送リスト                           | 2019年放送リスト                  |
| 回数             | 初回放送日時     | タイトル               | 主なロケ地                                                 | ロケ地所在地                               | 備考 □案内人△登場（ゆる）キャラ等 |
| ---------------- | ---------------- | ---------------------- | ---------------------------------------------------------- | ------------------------------------------ | --------------------------------- |
| #1               | 2019年4月4日     | 筑波山                 | 筑波山、筑波山神社                                         | 茨城県つくば市                             |                                   |
| #2               | 2019年4月11日    | 研究学園都市           | つくばセンター広場、つくばエキスポセンター                 | 茨城県つくば市                             |                                   |
| #3               | 2019年4月18日    | かっぱ麺               | きゅうりん館、井桁屋本舗                                   | 福島県須賀川市                             |                                   |
| #4               | 2019年4月25日    | 須賀川牡丹園           | 須賀川牡丹園                                               | 福島県須賀川市                             |                                   |
| #5               | 2019年5月2日     | 那須どうぶつ王国       | 道の駅 那須高原友愛の森、那須どうぶつ王国                  | 栃木県那須郡那須町                         |                                   |
| #6               | 2019年5月9日     | 茶臼岳                 | 那須ロープウェイ、茶臼岳                                   | 栃木県那須郡那須町                         |                                   |
| #7               | 2019年5月16日    | 呉市御手洗             | 御手洗天満宮、若胡子屋跡、新光時計店                       | 広島県呉市                                 |                                   |
| #8               | 2019年5月23日    | 三原たこ               | 三原漁港、トラットリア フルオカ、竜王山展望台              | 広島県三原市                               |                                   |
| #9               | 2019年6月6日     | 真岡鐵道               | 真岡駅、SLキューロク館                                     | 栃木県真岡市                               |                                   |
| #10              | 2019年6月13日    | 益子焼                 | 益子焼窯元 つかもと                                        | 栃木県芳賀郡益子町                         |                                   |
| #11              | 2019年6月20日    | 尾瀬ヶ原               | 尾瀬山の鼻ビジターセンター、弥四郎小屋                     | 群馬県利根郡片品村、福島県南会津郡檜枝岐村 |                                   |
| #12              | 2019年6月27日    | 尾瀬沼・檜枝岐村       | 尾瀬沼ビジターセンター、檜枝岐の舞台、駒の湯               | 福島県南会津郡檜枝岐村                     |                                   |
| #13              | 2019年7月4日     | 草津温泉               | 地蔵源泉、湯畑、草津ナウリゾートホテル                     | 群馬県吾妻郡草津町                         |                                   |
| #14              | 2019年7月11日    | 北軽井沢               | 長野原町営 浅間園、浅間火山博物館、鎌原観音堂              | 群馬県吾妻郡嬬恋村                         |                                   |
| #15              | 2019年7月18日    | 井頭公園               | 井頭公園、一万人プール、パンデスマイル                     | 栃木県真岡市                               |                                   |
| #16              | 2019年7月25日    | 大洗町                 | 大洗磯前神社、ume cafe WAON、里海邸                        | 茨城県東茨城郡大洗町                       | □磯山さやか                       |
| #17              | 2019年8月1日     | 勝浦市                 | 勝浦漁港、勝浦朝市、勝浦ウォーターアイランド               | 千葉県勝浦市                               |                                   |
| #18              | 2019年8月8日     | 那須高原SA             | 那須高原SA                                                 | 栃木県那須郡那須町                         |                                   |
| #19              | 2019年8月15日    | 鮎                     | 那珂川、黒羽河岸跡、黒羽観光やな                           | 栃木県大田原市                             |                                   |
| #20              | 2019年8月22日    | 成田山表参道           | 成田山新勝寺、成田羊羹資料館                               | 千葉県成田市                               |                                   |
| #21              | 2019年9月5日     | 菅沼                   | 菅沼キャンプ村、菅沼                                       | 群馬県利根郡片品村                         |                                   |
| #22              | 2019年9月12日    | 日光白根山             | 日光白根山ロープウェイ、日光白根山                         | 群馬県利根郡片品村                         |                                   |
| #23              | 2019年9月19日    | 筑西市                 | しもだて美術館、道の駅 グランテラス筑西                    | 茨城県筑西市                               |                                   |
| #24              | 2019年9月26日    | 小山評定               | 小山評定跡碑、小山市役所、祇園城跡                         | 栃木県小山市                               | △政光くん、△寒川尼ちゃん          |
| #25              | 2019年10月3日    | 日光西町               | 禅智院、日光真光教会、金谷ホテル歴史館                     | 栃木県日光市                               |                                   |
| #26              | 2019年10月10日   | 日光湯波               | 補陀落本舗、海老屋 長造、本宮カフェ                        | 栃木県日光市                               |                                   |
| #27              | 2019年10月17日   | 忍城                   | 忍城址、かねつき堂、行田市郷土博物                         | 埼玉県行田市                               |                                   |
| #28              | 2019年10月24日   | さきたま古墳群         | 丸墓山古墳、さきたま史跡の博物館、前玉神社                 | 埼玉県行田市                               |                                   |
| #29              | 2019年11月7日    | 宇都宮の夜             | インダルスドリーム、パイプのけむり 武井                    | 栃木県宇都宮市                             | □岡田眞善                         |
| #30              | 2019年11月14日   | 宇都宮と紅茶           | JR宇都宮駅周辺、Y's tea                                    | 栃木県宇都宮市                             |                                   |
| #31              | 2019年11月21日   | 那須湯本温泉           | 殺生石、那須温泉 鹿の湯、ホテルサンバレー那須              | 栃木県那須郡那須町                         |                                   |
| #32              | 2019年11月28日   | 板室温泉               | 勝風館、フォレストヒルズ那須板室別邸、板室自然遊学センター | 栃木県那須塩原市                           |                                   |
| #33              | 2019年12月5日    | 日光下駄               | 日光木彫りの里工芸センター、TENTO chocolate                | 栃木県日光市                               |                                   |
| #34              | 2019年12月12日   | 今市と水               | 今市用水円筒分水井、報徳二宮神社、茶そばの店 やぶ定        | 栃木県日光市                               |                                   |
| #35              | 2019年12月19日   | 袋田の滝               | 袋田の滝、天狗岩                                           | 茨城県久慈郡大子町                         |                                   |
| #36              | 2019年12月26日   | 奥久慈大子のこんにゃく | 松浦政二商店、蒟蒻神社、松本蒟蒻有限会社                   | 茨城県久慈郡大子町                         |                                   |

| 2020年放送リスト | 2020年放送リスト | 2020年放送リスト            | 2020年放送リスト                                                                       | 2020年放送リスト           | 2020年放送リスト |
| 回数             | 初回放送日時     | タイトル                    | 主なロケ地                                                                             | ロケ地所在地               | 備考 □案内人△登場（ゆる）キャラ等                                                                                           |
| ---------------- | ---------------- | --------------------------- | -------------------------------------------------------------------------------------- | -------------------------- | --- |
| #37              | 2020年1月2日     | 縁起だるま                  | 少林山達磨寺、国峰べっこう屋商店                                                       | 群馬県高崎市               | |
| #38              | 2020年1月9日     | 洞窟観音                    | 洞窟観音 徳明園                                                                        | 群馬県高崎市               | |
| #39              | 2020年1月16日    | 小峰城                      | 小峰城、白河宿脇本陣柳屋、小峰城 歴史館                                                | 福島県白河市               | |
| #40              | 2020年1月23日    | 松平定信                    | 白河関跡、南湖公園、南湖神社、翠楽苑                                                   | 福島県白河市               | |
| #41              | 2020年2月6日     | 間々田ひも                  | 逢いの榎、間々田ひも                                                                   | 栃木県小山市               | |
| #42              | 2020年2月13日    | ダイヤモンド筑波            | 母子島遊水地、ブロマージェ 道の駅 グランテラス筑西店                                   | 栃木県筑西市               | 10月28日前後と2月14日前後、筑波山頂から太陽が出る瞬間、ダイヤモンドが輝くような光彩が見える状態を、ダイヤモンド筑波という。 |
| #43              | 2020年2月20日    | 飛山城                      | 飛山城、とびやま歴史体験館                                                             | 栃木県宇都宮市             | |
| #44              | 2020年2月27日    | 栃木県総合運動公園          | 栃木県総合運動公園、とちのきファミリーランド                                           | 栃木県宇都宮市             | |
| #45              | 2020年3月5日     | 多々良沼                    | 多々良沼、野鳥観察棟、松沼町遺跡、大谷休泊の墓                                         | 群馬県館林市、邑楽郡邑楽町 | |
| #46              | 2020年3月12日    | 百年小麦                    | 日清製粉グループ 製粉ミュージアム、館林うどん                                          | 群馬県館林市               | 百年小麦は、群馬県館林市のブランド小麦                                                                                      |
| #47              | 2020年3月19日    | 佐藤さんのふるさと 前編     | 佐野市郷土博物館、靴掛神社、藤原秀郷公墳墓                                             | 栃木県佐野市               | ゲスト：森岡浩 |
| #48              | 2020年3月26日    | 佐藤さんのふるさと 後編     | 唐沢山城跡、唐澤山神社、南城館                                                         | 栃木県佐野市               | ゲスト：森岡浩 |
| #49              | 2020年4月2日     | 世良田東照宮                | 世良田東照宮、新田荘歴史資料館                                                         | 群馬県太田市               | |
| #50              | 2020年4月9日     | ジャパン・スネークセンター  | ジャパン・スネークセンター                                                             | 群馬県太田市               | |
| #51              | 2020年4月16日    | 日本遺産 明治の矢板         | 矢板武記念館、山縣有朋記念館                                                           | 栃木県矢板市               | |
| #52              | 2020年4月23日    | 川崎城                      | 川崎城、沢村城跡、澤観音寺、稗田九郎朝隆の墓                                           | 栃木県矢板市               | △ともなりくん |
| #53              | 2020年5月7日     | 特別編 二人が選ぶ再発見!(1) | （未公開シーン）井頭公園、勝浦市、菅沼                                                 |                            | 未公開シーンをまじえての総集編                                                                                              |
| #54              | 2020年5月14日    | 特別編 二人が選ぶ再発見!(2) | （未公開シーン）筑波山、北軽井沢、茶臼岳、草津温泉、板室温泉                           |                            | 「絶景」をキーワードにした総集編                                                                                            |
| #55              | 2020年5月21日    | 特別編 二人が選ぶ再発見!(3) | （未公開シーン）日光湯葉、宇都宮の夜、百年小麦、日光下駄、間々田ひも                   |                            | 「食」と「伝統工芸」にスポットを当てた総集編                                                                                |
| #56              | 2020年5月28日    | 特別編 二人が選ぶ再発見!(4) | （未公開シーン）真岡鐵道、佐藤さんのふるさと、袋田の滝、奥久慈大子のこんにゃく、飛山城 |                            | 番組の案内人にスポットを当てた総集編                                                                                        |
| #57              | 2020年6月4日     | 栃木市例幣使街道 前編       | 例幣使街道、五十畑荒物店、神明宮                                                       | 栃木県栃木市               | U字工事の二人は自宅よりリモート出演                                                                                         |
| #58              | 2020年6月11日    | 栃木市例幣使街道 後編       | とちぎ蔵の街観光館、山本有三ふるさと記念館、嘉右衛門町伝統的建造物群保存地区           | 栃木県栃木市               | U字工事の二人は自宅よりリモート出演                                                                                         |
| #59              | 2020年6月18日    | 鬼怒川中流域                | 勝山城跡、氏家ゆうゆうパーク、瀧澤家住宅                                               | 栃木県さくら市             | U字工事の二人は自宅よりリモート出演                                                                                         |
| #60              | 2020年6月25日    | 喜連川公方                  | さくら市ミュージアム荒井寛方記念館、龍光寺、璉光院                                     | 栃木県さくら市             | U字工事の二人は自宅よりリモート出演                                                                                         |
| #61              | 2020年7月2日     | 黄ぶな                      | 田川、ふくべ洞、最中＆ギャラリー たまき                                                | 栃木県宇都宮市             | |
| #62              | 2020年7月9日     | 宮染め                      | 中川染工場、福井染工場                                                                 | 栃木県宇都宮市             | |
| #63              | 2020年7月16日    | 烏ヶ森                      | 烏ヶ森公園、烏森神社                                                                   | 栃木県那須塩原市           | |
| #64              | 2020年7月30日    | 西那須野駅                  | 那須野が原博物館、栃木県立那須拓陽高等学校 、大山記念館洋館                            | 栃木県那須塩原市           | |
| #65              | 2020年8月6日     | 足利銘仙                    | 足利織物会館、鶴貝捺染工業、ラコントレ・デザイン・スタジオ                             | 栃木県足利市               | |
| #66              | 2020年8月13日    | 名草巨石群                  | 名草巨石群、樺崎八幡宮、稲岡観音堂                                                     | 栃木県足利市               | |
| #67              | 2020年8月20日    | サシバの里                  | サシバの里自然学校                                                                     | 栃木県芳賀郡市貝町         | |
| #68              | 2020年8月27日    | 市貝人                      | 多田良古墳群、伊許山御嶽山神社、市塙横塚古墳                                           | 栃木県芳賀郡市貝町         | |
| #69              | 2020年9月3日     | 飯坂電車                    | 福島県観光物産館、桜水車両基地、医王寺、まるせい果樹園                                 | 福島県福島市               | |
| #70              | 2020年9月10日    | 飯坂温泉                    | 飯坂温泉観光協会、鯖湖湯、珈族亭 談妃留                                                | 福島県福島市               | |
| #71              | 2020年9月17日    | 飯岡漁港                    | 飯岡刑部岬展望館～光と風～、飯岡漁港、道の駅 季楽里あさひ                              | 千葉県旭市                 | |
| #72              | 2020年9月24日    | 霞ヶ浦                      | かすみがうら市歴史博物館、歩崎観音 表参道、富士見塚古墳公園                            | 茨城県かすみがうら市       | |
| #73              | 2020年10月1日    | 栃木レザー                  | 栃木レザー株式会社                                                                     | 栃木県栃木市               | |
| #74              | 2020年10月8日    | きびがら細工                | きびがら工房                                                                           | 栃木県鹿沼市               | |
| #75              | 2020年10月15日   | 黒田原駅                    | 黒田原駅、成沢川岸公園、JR東北本線黒川陸橋付近                                         | 栃木県那須郡那須町         | |
| #76              | 2020年10月22日   | 芦野                        | 那須歴史探訪館、カフェギャラリー伊勢屋、芦野御殿山公園                                 | 栃木県那須郡那須町         | |
| #77              | 2020年11月5日    | 日光・田母沢                | 日光田母沢御用邸記念公園、ふふ日光                                                     | 栃木県日光市               | |
| #78              | 2020年11月12日   | 日光山輪王寺                | 日光山輪王寺                                                                           | 栃木県日光市               | |
| #79              | 2020年11月19日   | 宮島醤油                    | 宮島醤油株式会社宇都宮工場                                                             | 栃木県宇都宮市             | △みやじましょうたろうくん                                                                                                   |
| #80              | 2020年11月26日   | 宇都宮北部                  | 道の駅うつのみや るまんちっく村、若竹の杜 若山農場、宇都宮動物園                       | 栃木県宇都宮市             | |
| #81              | 2020年12月3日    | 那須烏山市                  | 寿亀山神社、龍門の滝、どうくつ酒蔵                                                     | 栃木県那須烏山市           | |
| #82              | 2020年12月10日   | 大谷 前編                   | ステーキ宮 西川田店、多気不動尊、大谷ポケットパーク                                    | 栃木県宇都宮市             | |
| #83              | 2020年12月17日   | 大谷 後編                   | 大谷景観公園、ストーブシティ 宇都宮ショールーム                                        | 栃木県宇都宮市             | |
| #84              | 2020年12月24日   | 巻狩り                      | 割烹居酒屋 日本一                                                                      | 栃木県那須塩原市           | 協力：塩原ビッグハンターズ                                                                                                  |

| 2021年放送リスト | 2021年放送リスト | 2021年放送リスト       | 2021年放送リスト                                                                               | 2021年放送リスト                   | 2021年放送リスト                                                                                       |
| 回数             | 初回放送日時     | タイトル               | 主なロケ地                                                                                     | ロケ地所在地                       | 備考 □案内人△登場（ゆる）キャラ等                                                                      |
| ---------------- | ---------------- | ---------------------- | ---------------------------------------------------------------------------------------------- | ---------------------------------- | --- |
| #85              | 2021年1月7日     | スバル                 | 株式会社SUBARU 群馬製作所 本工場、矢島工場                                                     | 群馬県太田市                       | |
| #86              | 2021年1月14日    | インターナショナルな街 | 大泉町観光協会、CANTA GALO、Taku taku                                                          | 群馬県邑楽郡大泉町                 | |
| #87              | 2021年1月21日    | 大田原城               | 片岡屋、大田原城跡                                                                             | 栃木県大田原市                     | |
| #88              | 2021年1月28日    | 筑西レジャー           | 道の駅 グランテラス筑西、ザ・ヒロサワ・シティ                                                  | 茨城県筑西市                       | |
| #89              | 2021年2月4日     | 特別編 第1弾           | （未公開シーン）巻狩り、栃木レザー、足利銘仙、飯坂温泉                                         |                                    | 2020年4月～12月放送分からの総集編                                                                      |
| #90              | 2021年2月11日    | 特別編 第2弾           | （未公開シーン）ジャパン・スネークセンター、名草巨石群、きびがら細工、那須烏山市               |                                    | 2020年4月～12月放送分からの総集編                                                                      |
| #91              | 2021年2月18日    | 特別編 第3弾           | （未公開シーン）西那須野駅、日本遺産 明治の矢板、黒田原駅                                      |                                    | 栃木県県北をテーマにした総集編                                                                         |
| #92              | 2021年2月25日    | 特別編 第4弾           | （未公開シーン）川崎城、市貝人、芦野、霞ヶ浦                                                   |                                    | 「アカデミックな歴史」をテーマにした総集編                                                             |
| #93              | 2021年3月4日     | 特別編 第5弾           | （未公開シーン）日光・田母沢、日光山輪王寺                                                     |                                    | 日光をテーマにした総集編                                                                               |
| #94              | 2021年3月11日    | 福島復興の今           | 大野村農園、若松味噌醤油店、みそ漬処 香の蔵                                                    | 福島県相馬市                       | |
| #95              | 2021年3月18日    | 唐澤山神社             | 唐澤山神社、栗崎鋳工所、朝日森天満宮                                                           | 栃木県佐野市                       | |
| #96              | 2021年3月25日    | 牛久                   | 牛久シャトー、ヤマイチ味噌                                                                     | 茨城県牛久市                       | |
| #97              | 2021年4月1日     | 桶川臙脂               | 中山道宿場館、島村家住宅土蔵、べにっこ、べに花ふるさと館                                       | 埼玉県桶川市                       | 桶川臙脂は埼玉県桶川市で生産されたべに花の意。△オケちゃん                                              |
| #98              | 2021年4月8日     | 金笛しょうゆパーク     | 金笛しょうゆパーク                                                                             | 埼玉県比企郡川島町                 | |
| #99              | 2021年4月15日    | 織都桐生 前編          | 彦部家住宅、OKIYA ゲストハウス                                                                 | 群馬県桐生市                       | |
| #100             | 2021年4月22日    | 織都桐生 後編          | 矢野園、桐生が岡動物園                                                                         | 群馬県桐生市                       | |
| #101             | 2021年5月6日     | 蘭学通り               | 蘭学通り、興光寺                                                                               | 栃木県下都賀郡壬生町               | |
| #102             | 2021年5月13日    | 壬生の侍               | 壬生町立歴史民俗資料館、Merry&Pono                                                             | 栃木県下都賀郡壬生町               | |
| #103             | 2021年5月20日    | 福島のいま(1)          | 東日本大震災・原子力災害伝承館、浜の駅 松川浦                                                  | 福島県双葉郡双葉町                 | |
| #104             | 2021年5月27日    | 福島のいま(2)          | 楢葉遠隔技術開発センター                                                                       | 福島県双葉郡楢葉町                 | |
| #105             | 2021年6月3日     | 長倉線                 | 茂木駅、大峯山トンネル                                                                         | 栃木県芳賀郡茂木町                 | 長倉線は、茂木駅から茨城県長倉まで結ぶ予定の鉄道だったが、果たされなかった「未成線」。                 |
| #106             | 2021年6月10日    | 茂木文書               | ふみの森もてぎ                                                                                 | 栃木県芳賀郡茂木町                 | |
| #107             | 2021年6月17日    | 喜連川人車鉄道         | 氏家駅、喜連川市街地、弥五郎坂駅跡地                                                           | 栃木県さくら市                     | |
| #108             | 2021年6月24日    | 香魚・鮎               | 荒川養殖漁業生産組合                                                                           | 栃木県さくら市                     | |
| #109             | 2021年7月1日     | 雪割橋                 | 雪割橋、甲子温泉                                                                               | 福島県西白河郡西郷村               | |
| #110             | 2021年7月8日     | 西郷村                 | 新白河駅、子安観音堂、西郷村歴史民俗資料館                                                     | 福島県西白河郡西郷村               | |
| #111             | 2021年7月15日    | 小山のハトムギ         | 小山市島田地区、Hatomugi Labo                                                                  | 栃木県小山市                       | |
| #112             | 2021年7月22日    | 思川桜染               | 大久保染店、おやま本場結城紬クラフト館                                                         | 栃木県小山市                       | |
| #113             | 2021年8月5日     | 南摩ダム               | 南摩ダム                                                                                       | 栃木県鹿沼市                       | |
| #114             | 2021年8月12日    | 鹿沼の宿場町           | 北赤塚一里塚、浜のや商店、木のふるさと伝統工芸館、乾 樫木工所                                  | 栃木県鹿沼市                       | |
| #115             | 2021年8月19日    | 筑西の夏               | 明野ひまわりの里、松本農園、あけのアグリショップ                                               | 茨城県筑西市                       | |
| #116             | 2021年8月26日    | 佐藤のルーツ           | 石水博物館                                                                                     | 三重県津市                         | ゲスト：森岡浩                                                                                         |
| #117             | 2021年9月2日     | 八方ケ原               | 八方ケ原、山の駅 たかはら                                                                      | 栃木県矢板市                       | |
| #118             | 2021年9月9日     | 寺山観音寺             | 寺山観音寺、寺山鉱泉                                                                           | 栃木県矢板市                       | |
| #119             | 2021年9月16日    | 日光指物               | 倭文銘木                                                                                       | 栃木県日光市                       | |
| #120             | 2021年9月23日    | 岩崎観世音             | 岩崎観世音、観世音そば下の家                                                                   | 栃木県日光市                       | |
| #121             | 2021年10月7日    | みかも山公園           | みかも山公園                                                                                   | 栃木県佐野市、栃木市               | |
| #122             | 2021年10月14日   | 西方城                 | 西方城址、二条城址                                                                             | 栃木県栃木市                       | |
| #123             | 2021年10月21日   | LRT車両基地            | LRT車両基地                                                                                    | 栃木県宇都宮市                     | |
| #124             | 2021年10月28日   | LRTの走る街            | 鬼怒川橋梁、清原地区市民センター前トランジットセンター、交通未来都市うつのみやオープンスクエア | 栃木県宇都宮市                     | |
| #125             | 2021年11月4日    | お丸山                 | お丸山公園、喜連川神社、お丸山ホテル                                                           | 栃木県さくら市                     | |
| #126             | 2021年11月11日   | 喜多方ラーメン         | 新宮熊野神社、大和川酒造北方風土館、塩川屋                                                     | 福島県喜多方市                     | |
| #127             | 2021年11月18日   | 赤岩渡船               | 赤岩渡船、赤岩山 光恩寺、割烹 新田家、山川酒造                                                 | 群馬県邑楽郡千代田町、埼玉県熊谷市 | |
| #128             | 2021年11月25日   | 妻沼聖天山             | 妻沼聖天山                                                                                     | 埼玉県熊谷市                       | |
| #129             | 2021年12月2日    | 日本考古学発祥の地     | 笠石神社、下侍塚古墳、上侍塚古墳、湯津上村民食堂                                               | 栃木県大田原市                     | 徳川光圀の命により、侍塚古墳で行われた学術的調査にちなみ、大田原市湯津上に「考古学発祥記念碑」がある。 |
| #130             | 2021年12月9日    | 大田原の唐辛子         | 吉岡食品工業                                                                                   | 栃木県大田原市                     | |
| #131             | 2021年12月16日   | 宇都宮JAZZ             |                                                                                                | 栃木県宇都宮市                     | |
| #132             | 2021年12月23日   | 足利の喫茶店           | モカ直火焙煎コーヒー店、喫茶と雑貨 八蔵                                                        | 栃木県足利市                       | |

| 2022年放送リスト | 2022年放送リスト | 2022年放送リスト         | 2022年放送リスト                                                                                 | 2022年放送リスト                                         | 2022年放送リスト                                                         |
| 回数             | 初回放送日時     | タイトル                 | 主なロケ地                                                                                       | ロケ地所在地                                             | 備考 □案内人△登場（ゆる）キャラ等                                        |
| ---------------- | ---------------- | ------------------------ | ------------------------------------------------------------------------------------------------ | -------------------------------------------------------- | ------------------------------------------------------------------------ |
| #133             | 2022年1月6日     | わたらせ渓谷鐵道         | 大間々駅、蔵人 新宇、旧花輪小学校記念館、列車のレストラン清流、ますや肉店                        | 群馬県みどり市                                           | △わ鐵のわっしー                                                          |
| #134             | 2022年1月13日    | いわきの伊勢海老         | アクアマリンふくしま、いわき・ら・ら・ミュウ、上野台豊商店、La Stanza                            | 福島県いわき市                                           |                                                                          |
| #135             | 2022年1月20日    | 相馬の冬の味覚           | 松川浦、浜の駅 松川浦                                                                            | 福島県相馬市                                             |                                                                          |
| #136             | 2022年1月27日    | 高部宿                   | 岡山家住宅、みわ★ふるさと館 北斗星、五介和紙、紙のさと                                           | 茨城県常陸大宮市                                         |                                                                          |
| #137             | 2022年2月3日     | 久慈川                   | 辰ノ口親水公園、道の駅 常陸大宮 ～かわプラザ～                                                   | 茨城県常陸大宮市                                         |                                                                          |
| #138             | 2022年2月10日    | 丸足市場                 | 丸足市場                                                                                         | 栃木県足利市                                             |                                                                          |
| #139             | 2022年2月17日    | 足利の橋                 | 渡良瀬橋、田中橋、中橋                                                                           | 栃木県足利市                                             |                                                                          |
| #140             | 2022年2月24日    | 折り紙の町               | 上三川町立図書館、生沼家住宅、上三川町立明治小学校                                               | 栃木県河内郡上三川町                                     | 上三川町で、同町出身の折紙作家、吉澤章にちなんだ町おこしがなされている。 |
| #141             | 2022年3月3日     | 白鷺神社                 | 白鷺神社、満福寺                                                                                 | 栃木県河内郡上三川町                                     |                                                                          |
| #142             | 2022年3月10日    | 巴波川の橋物語           | 県庁堀、蔵の街遊覧船、太平山                                                                     | 栃木県栃木市                                             |                                                                          |
| #143             | 2022年3月17日    | いちご                   | JAしおのや農産物直売所さくら、池田いちご園                                                       | 栃木県さくら市                                           | 特別編成により、20時30分～21時00分放送。△しおのん                        |
| #144             | 2022年3月24日    | 東古屋湖                 | 東古屋湖、東古屋キャンプ場                                                                       | 栃木県塩谷郡塩谷町                                       |                                                                          |
| #145             | 2022年4月7日     | 三県境                   | 栃木・群馬・埼玉の三県境、渡良瀬貯水池、雷電神社、道の駅 かぞわたらせ                            | 群馬県邑楽郡板倉町、栃木県栃木市、埼玉県加須市           |                                                                          |
| #146             | 2022年4月14日    | レモン牛乳               | 栃木乳業                                                                                         | 栃木県栃木市                                             |                                                                          |
| #147             | 2022年4月21日    | 華厳滝                   | 明智平展望台、中禅寺湖、華厳滝観瀑台、日光自然博物館                                             | 栃木県日光市                                             |                                                                          |
| #148             | 2022年4月28日    | 日光二荒山神社           | 日光二荒山神社                                                                                   | 栃木県日光市                                             |                                                                          |
| #149             | 2022年5月5日     | 板谷波山                 | 板谷波山記念館、廣澤美術館、しもだて美術館                                                       | 茨城県筑西市                                             |                                                                          |
| #150             | 2022年5月12日    | 磯部温泉                 | せんべいストリート、いそべの森レストラン西洋亭、ホテル磯部ガーデン                               | 群馬県安中市                                             | △おちゅんさん                                                            |
| #151             | 2022年5月19日    | とちのきファミリーランド | とちのきファミリーランド                                                                         | 栃木県宇都宮市                                           |                                                                          |
| #152             | 2022年5月26日    | 壬生町安塚               | 戊辰戦役の碑、磐裂根裂神社                                                                       | 栃木県下都賀郡壬生町                                     |                                                                          |
| #153             | 2022年6月2日     | 加須うどん               | 不動ヶ岡不動尊總願寺、手打ちうどん・そば子亀、つかさ                                             | 埼玉県加須市                                             |                                                                          |
| #154             | 2022年6月9日     | 分福茶釜                 | 茂林寺、茂林寺沼                                                                                 | 群馬県館林市                                             |                                                                          |
| #155             | 2022年6月9日     | 佐貫石仏                 | 佐貫頭首工、佐貫石仏、ほたるの里の食彩処 しげん、岩戸別神社                                      | 栃木県塩谷町                                             |                                                                          |
| #156             | 2022年6月23日    | 熊ノ木                   | 星ふる学校 くまの木                                                                              | 栃木県塩谷町                                             |                                                                          |
| #157             | 2022年7月7日     | 宇都宮焼そば             | 麺々市場、やきそば秋、ヤマダイ                                                                   | 栃木県宇都宮市、茨城県結城郡八千代町                     |                                                                          |
| #158             | 2022年7月14日    | 鹿沼土                   | 鹿沼市花木センター、Bonsai Cafe                                                                  | 栃木県鹿沼市                                             |                                                                          |
| #159             | 2022年7月21日    | 宇津薬師堂               | 宇津薬師堂、宇津史料館                                                                           | 栃木県塩谷郡高根沢町                                     | 高根沢町にある宇津救命丸工場敷地内にある薬師堂                           |
| #160             | 2022年7月28日    | 高根沢のマイタケ         | 那須バイオファーム                                                                               | 栃木県塩谷郡高根沢町                                     |                                                                          |
| #161             | 2022年8月4日     | 那須ロープウェイ         | 那須ロープウェイ、茶臼岳                                                                         | 栃木県那須郡那須町                                       |                                                                          |
| #162             | 2022年8月11日    | 那須温泉街               | 那須温泉神社、那須温泉街                                                                         | 栃木県那須郡那須町                                       |                                                                          |
| #163             | 2022年8月18日    | 焼森山                   | いい里さかがわ館、焼森山、雷神穴                                                                 | 栃木県芳賀郡茂木町                                       |                                                                          |
| #164             | 2022年8月25日    | じかたまじない           | 国神神社、めだか屋、那珂川                                                                       | 栃木県芳賀郡茂木町                                       | 「じかたまじない」は痔を治すためのまじない・儀式                         |
| #165             | 2022年9月1日     | 湯西川ダム               | 湯西川ダム、日光湯西川 平家本陣                                                                  | 栃木県日光市                                             |                                                                          |
| #166             | 2022年9月8日     | マタギの郷               | 湯西川 水の郷、民宿 男鹿                                                                         | 栃木県日光市                                             |                                                                          |
| #167             | 2022年9月15日    | 奥日光湯元温泉           | 奥日光湯元温泉源泉、温泉寺、亀の井ホテル 奥日光湯元                                              | 栃木県日光市                                             |                                                                          |
| #168             | 2022年9月22日    | 湯ノ湖                   | 湯ノ湖                                                                                           | 栃木県日光市                                             |                                                                          |
| #169             | 2022年10月6日    | 只見線沿線               | 会津柳津駅、霧幻峡の渡し、金山町観光情報センター、かねやまふれあい広場、会津大塩駅、ビストロ叶屋 | 福島県河沼郡柳津町、大沼郡三島町、金山町、南会津郡只見町 |                                                                          |
| #170             | 2022年10月13日   | 郡山の鯉                 | 郡山市役所、熊田水産、正月荘                                                                     | 福島県郡山市                                             |                                                                          |
| #171             | 2022年10月20日   | 遠足の聖地               | 高麗駅、高麗神社、高麗川、巾着田曼珠沙華公園                                                     | 埼玉県日高市                                             |                                                                          |
| #172             | 2022年10月27日   | 川越いも                 | 紋蔵庵 蔵の街店、サツマイモまんが資料館、山田園、川越 いも膳                                     | 埼玉県川越市                                             |                                                                          |
| #173             | 2022年11月3日    | 藪塚石                   | 藪塚石切場跡、北山古墳、藪塚駅周辺                                                               | 群馬県太田市                                             |                                                                          |
| #174             | 2022年11月10日   | スバル〈工場編〉         | スバル ビジターセンター、スバル太田矢島工場                                                      | 群馬県太田市                                             |                                                                          |
| #175             | 2022年11月17日   | 水産加工品               | 波崎港、株式会社川畑、松岡水産                                                                   | 茨城県神栖市、千葉県銚子市                               |                                                                          |
| #176             | 2022年11月24日   | 出流原                   | 出流原弁天池、磯山弁財天、ヨシコシ食品、ホテル一乃館、赤見温泉フィッシングパーク                 | 栃木県佐野市                                             |                                                                          |
| #177             | 2022年12月1日    | 鹿沼のエコ               | 大芦川自然クラブ・とちぎ自然塾 田舎茶屋、株式会社JSP                                             | 栃木県鹿沼市                                             |                                                                          |
| #178             | 2022年12月8日    | 養蜂とはちみつ           | 黒田養蜂店、黒田イチゴ園、Honey Cafe HoneyB                                                      | 栃木県鹿沼市                                             |                                                                          |
| #179             | 2022年12月15日   | 日新製菓のおせんべい     | 日新製菓、日光山荘                                                                               | 栃木県宇都宮市                                           |                                                                          |
| #180             | 2022年12月22日   | 羽黒山                   | 羽黒山、羽黒山神社                                                                               | 栃木県宇都宮市                                           |                                                                          |

| 2023年放送リスト | 2023年放送リスト | 2023年放送リスト                 | 2023年放送リスト | 2023年放送リスト             | 2023年放送リスト |
| 回数             | 初回放送日時     | タイトル                         | 主なロケ地 | ロケ地所在地                 | 備考 □案内人△登場（ゆる）キャラ等 |
| ---------------- | ---------------- | -------------------------------- | --- | ---------------------------- | --- |
| #181             | 2023年1月5日     | 鑁阿寺                           | 鑁阿寺、ひこまや | 栃木県足利市                 | |
| #182             | 2023年1月12日    | 栃木の線香                       | 蘭と月 足利店、蘭と月 栃木店・工場 | 栃木県足利市、栃木市         | |
| #183             | 2023年1月19日    | さむらい刀剣博物館               | さむらい刀剣博物館 | 栃木県真岡市                 | |
| #184             | 2023年1月26日    | かみのかわ黒チャーハン           | むかしなつかし館、御食事処 うえ乃家、入江農園、あか堀食堂 | 栃木県河内郡上三川町         | |
| #185             | 2023年2月2日     | ウクレレ                         | 三ツ葉楽器 | 群馬県前橋市                 | |
| #186             | 2023年2月9日     | 大室古墳群                       | 大室古墳群、大室はにわ館 | 群馬県前橋市                 | |
| #187             | 2023年2月16日    | 塩原温泉郷 前編                  | SUZUの森café、七ツ岩吊橋、亀の井ホテル 塩原 | 栃木県那須塩原市             | |
| #188             | 2023年2月23日    | 塩原温泉郷 後編                  | 大出館、こばや食堂、湯荘白樺 | 栃木県那須塩原市             | |
| #189             | 2023年3月2日     | 佐野らーめん                     | 赤見屋本店、佐野らーめん予備校、麺屋ブラス | 栃木県佐野市                 | △さのまる□西沢治（佐野市職員）、須藤登志郎（赤見屋）、若田部賢・羽鳥公之・五箇大成・小池義昭（予備校）、菅原勝之・歩美（ブラス）                                            |
| #190             | 2023年3月9日     | 佐野プレミアム・アウトレット     | 佐野観光農園アグリタウン、佐野プレミアム・アウトレット | 栃木県佐野市                 | □江田晃也（佐野観光農園）、今野光樹・松嶋裕大・堀江竜司・小林宏・河田知子・渡邉朋幸（同アウトレット）                                                                       |
| #191             | 2023年3月16日    | モビリティリゾートもてぎ         | モビリティリゾートもてぎ | 栃木県芳賀郡茂木町           | □金子くるみ・和田誠・みやざき（同もてぎ） |
| #192             | 2023年3月23日    | 板荷かるた                       | 鹿沼市立板荷小学校、朝鮮人参畑、板荷厳島神社、いつくし美庵 | 栃木県鹿沼市                 | □渡邉正（畑・神社）、福田明（いつくし美庵） |
| #193             | 2023年4月6日     | ヤマダイ                         | ヤマダイ | 茨城県結城郡八千代町         | □小嶋拳太郎・関和典・吉田美結・河田了輔 等（ヤマダイ） |
| #194             | 2023年4月13日    | 逆井城                           | 逆井城跡公園 | 茨城県坂東市                 | □冨山恵二（坂東市ふるさとガイドの会会長） |
| #195             | 2023年4月20日    | 鬼怒川舟運                       | 鬼怒川、さくら市ミュージアム 荒井寛方記念館、小荷駄道、與作稲荷神社 | 栃木県さくら市               | □小竹弘則（荒井寛方記念館館長）、佐藤守（上阿久津文化財保存委員会）、松田仁子（さくら民話の会）                                                                             |
| #196             | 2023年4月27日    | 喜連川温泉（きつれがわおんせん） | ラーメン専門店竹末本店、温泉パン工場直営店、喜連川早乙女温泉 | 栃木県さくら市               | □山口あや（喜連川温泉PR大使）、稲澤一義（温泉パン）、手塚実（喜連川早乙女温泉）                                                                                             |
| #197             | 2023年5月4日     | コウノトリ                       | 渡良瀬遊水地第2調節池（生井桜づつみ）コウノトリ人工巣塔、渡良瀬遊水地コウノトリ交流館 | 栃木県小山市                 | □青木章彦（NPO法人わたらせ未来基金理事長）、平田政吉、越川親子 |
| #198             | 2023年5月11日    | 西堀酒造                         | 西堀酒造 | 栃木県小山市                 | 若駒酒造と繋がり。 五代目は立命館・アーチェリー部。六代目は東大哲学科・野球部 □西堀哲也（西堀酒造）                                                                         |
| #199             | 2023年5月18日    | 炭鉱（ヤマ）のまち内郷           | 内郷駅、ズリ山、金坂銀座通り、石炭選炭場、住吉一坑跡、みろく沢炭砿資料館 | 福島県いわき市               | □三室千鶴子（内郷まちづくり市民会議）、菅野昭夫（いわきヘリテージ・ツーリズム協議会）、渡邉秀峰（みろく沢炭砿資料館）                                                       |
| #200             | 2023年5月25日    | スパリゾートハワイアンズ         | スパリゾートハワイアンズ | 福島県いわき市               | □髙橋ことの（同案内）、緑川涼香・渡辺真由・佐藤彩華（同フラ）、来寿ガレアイ・ジンLEON（同ファイヤー） 等                                                                    |
| #201             | 2023年6月1日     | 嘉右衛門町                       | 栃木駅北口、栃木レザーアンテナショップ、Spirée fleuriste（草遊園）、工芸と喫茶 物華、岡田嘉右衛門記念館、share kitchen & space CHIDORI、嘉右衛門町伝統的建造物群保存地区拠点施設ガイダンスセンター、瓦奇岳、油伝味噌、香取屋 | 栃木県栃木市                 | □遅澤敦史、芹沢有紗、鯉沼俊、遠藤百合子、杉戸洋（NPO法人嘉右衛門町伝建地区まちづくり協議会理事長）、小島史郎、小池英太郎（九代目）                                          |
| #202             | 2023年6月8日     | 皆川城                           | 皆川城址、金剛寺 | 栃木県栃木市                 | □江田郁夫（宇都宮短期大学教授）、柿上大岳（金剛寺住職）、大崎利隆・馬場正男（皆川地区町づくり協議会）                                                                       |
| #203             | 2023年6月15日    | 県民の日スペシャル県民の森       | 県民の森、同森林展示館、宮川渓谷、傾聴の滝 | 栃木県矢板市                 | 栃木県民の日。U字工事、栃木県誕生150年記念切手に。 □阿久津隆、来須悠佳（県民の森）                                                                                          |
| #204             | 2023年6月22日    | ココイチ                         | CoCo壱番屋大田原本町店、同栃木工場 | 栃木県矢板市                 | □福田薫の地元、那須塩原市三島から通う一年生（県立大田原高校）、松岡史朗（同大田原本町店）、手塚敦子（同栃木工場）                                                           |
| #205             | 2023年7月6日     | 碓氷峠鉄道文化むら               | 碓氷峠鉄道文化むら、越後屋食堂 | 群馬県安中市                 | □山岸由美子（同館長）、亀山隆太郎（同国鉄EF63形電気機関車運転体験受講者）、武井俊明（同運転指導員）、境谷みゆき（越後屋食堂女将）                                           |
| #206             | 2023年7月13日    | 碓氷峠アプトの道                 | アプトの道（めがね橋・6号トンネル・熊ノ平駅跡・横川駅等）、荻野屋 | 群馬県安中市                 | 荻野屋は元々旅館業、外食としては釜飯よりもお蕎麦の提供開始が先との事。 □上原将太（安中市観光機構）、山本真由美・佐々木一幸（荻野屋）                                        |
| #207             | 2023年7月20日    | 那須どうぶつ王国2023             | 那須どうぶつ王国 | 栃木県那須町                 | 栃木、千葉の県民の日は共に6月15日だが、栃木は休みではない。 □宮地さくら、ギャリー、堀由乃（那須どうぶつ王国職員）                                                           |
| #208             | 2023年7月27日    | NABCOの自動ドア                  | とちぎテレビ、くりこま高原駅、ナブコシステム株式会社くりこまショールーム、ナブコトート株式会社 | 宮城県栗原市                 | □伊藤浩二・増子貴之・齋藤光（NABCO社員） |
| #209             | 2023年8月3日     | 奥鬼怒                           | 鬼怒川温泉駅、加仁湯、日光沢の滝、ノシ滝、オロオソロシの滝、鬼怒沼 | 栃木県日光市                 | △鬼怒太□小松輝久（加仁湯社長） |
| #210             | 2023年8月10日    | 福田屋百貨店                     | 北関東自動車道 宇都宮上三川IC、福田屋百貨店宇都宮店・インターパーク店・創業地等 | 栃木県宇都宮市               | ナレーターは飯島誠（とちぎテレビ）。 □宇賀神徹也・菊池輝・新井和子（福田屋百貨店）、印南里美（同宇都宮店内 CHEESE GARDEN）、福島賢二（同インターパーク店内 香川一福）       |
| #211             | 2023年8月17日    | ザ・リッツ・カールトン日光       | 中禅寺湖、ザ・リッツ・カールトン日光、中禅寺立木観音堂 | 栃木県日光市                 | 番組初、漫才時の「スーツ姿」で登場。 □上村由佳、中村健介、サーニャ・コゼック（ザ・リッツ・カールトン日光）、雜賀匡円・深海雄介（中禅寺立木観音堂）                          |
| #212             | 2023年8月24日    | 中禅寺湖の釣り                   | 中禅寺湖、水産技術研究所内 さかなと森の観察園、レークオカジン、レストラン メープル | 栃木県日光市                 | さかなと森の観察園の魚は「野生のエサに食いつかない。」 □山本祥一郎（水産技術研究所）、岡本浩和・鱒乃助（レークオカジン）、福田政行（中禅寺湖漁業共同組合）                  |
| #213             | 2023年9月7日     | 筑西の花                         | 下館駅、来福酒造、OMI CAFE by 来福酒造、森 煙火工場 | 茨城県筑西市                 | 来福酒造の社長はプロレス好き。 □諏訪光一（ちくせい観光ボランティアガイド協会会長）、藤村俊文（来福酒造代表取締役）、藤村久代（OMI CAFE店長）、森武（森 煙火工場代表取締役） |
| #214             | 2023年9月14日    | 真壁石                           | 桜川市真壁伝統的建造物群保存地区、真壁伝承館、真壁石材協同組合、大倉産業採石場、加藤石材 | 茨城県桜川市（旧真壁町地区） | □林清（真壁石材協同組合 理事長）、和地貞雄（大倉産業）、加藤征一・幸彦親子（加藤石材 真壁石燈籠 伝統工芸士）                                                                |
| #215             | 2023年9月21日    | 馬頭温泉郷                       | 馬頭商店街、飯塚邸（旅館）、金子商店（味噌屋）、ミートショップとりよし、元湯東家（旅館） | 栃木県那珂川町               | □藤田美幸（那珂川町地域おこし協力隊）、金子一哉（金子商店）、海老澤均（ミートショップとりよし）、古内テル子（元湯東家）                                                     |
| #216             | 2023年9月28日    | 八溝そば                         | 武茂川、御前岩・腰巻竹竹林（武茂川川岸）、御前岩物産センター、馬頭手打そば練成道場（御前岩物産センター内） | 栃木県那珂川町               | □塩澤孝子・星克彦（御前岩物産センター） |
| #217             | 2023年10月5日    | 東エリアのモノづくり             | 宇都宮駅東口、フタバ食品下栗工場、植木鋼材 | 栃木県宇都宮市               | □菅原一真（フタバ食品下栗工場）、植木政行・揚子（植木鋼材） |
| #218             | 2023年10月12日   | 栃木県立博物館のひみつ           | 栃木県立博物館 | 栃木県宇都宮市               | △みーたん□篠崎茂雄、岩﨑葵、飯塚真史、宮田妙子、小笠原佑、栗原隆、吉田貴洋（栃木県立博物館）                                                                                |
| #219             | 2023年10月19日   | いもフライ                       | 佐野駅、佐野厄よけ大師、いもフライやきそばの店 江原商店、農家直営 ぽっぽや | 栃木県佐野市                 | △さのまる□早川隆（いもフライの会 事務局長・早川食品 社長）、旭岡靖人（佐野厄よけ大師 住職）、江原真紀（江原商店）、若田部賢・松島佐智子（ぽっぽや）                         |
| #220             | 2023年10月26日   | ソース                           | 奈良渕316、早川食品 | 栃木県佐野市                 | △さのまる□田中成美（アソシエグループ）、片原正郎（奈良渕316 TAMARｉBA）、早川隆（いもフライの会 事務局長・早川食品 社長）                                                   |
| #221             | 2023年11月2日    | 足利学校                         | 足利学校 | 栃木県足利市                 | □大澤伸啓（史跡足利学校事務所 学芸員） |
| #222             | 2023年11月9日    | とちぎ花センター                 | 公益財団法人 栃木県農業振興公社 とちぎ花センター | 栃木県栃木市                 | △ねこ店長しままるちゃん□稲葉英雄（同センター 次長）、大竹広恵（同センター バーバリウム講師）                                                                                |
| #223             | 2023年11月16日   | ロマンの湯                       | 五行川、道の駅はが、芳賀温泉ロマンの湯（同駅内） | 栃木県芳賀町                 | □水沼裕子（同町観光課）、大関一雄（同町長）、阿久津俊夫・添田三夫・石塚徳子・萩野谷將宏・金鋪遥子・佐藤好美（同駅職員）、若林（若林孝男梨園）                               |
| #224             | 2023年11月23日   | 野州たかむらの飴                 | 栃木県立茂木高等学校グランド、野州たかむら | 栃木県茂木町                 | □小崎和江・峻（野州たかむら） |
| #225             | 2023年12月7日    | 福とら                           | 松川浦漁港、浜の駅 松川浦、ホテル飛天 | 福島県相馬市                 | □大谷和正（相馬市観光協会）、石橋正裕（相馬双葉漁業協同組合）、山田豊（浜の駅 松川浦）、管野貴拓・鈴木和幸（ホテル飛天）                                                    |
| #226             | 2023年12月14日   | 檜原湖のワカサギ                 | 桧原湖、同ワカサギ釣りドーム船、民宿ひばら、道の駅 裏磐梯 | 福島県北塩原村               | □伊藤勝・毅（民宿ひばら、檜原漁業協同組合）、金裕香（福島県北塩原村地域おこし協力隊）                                                                                       |
| #227             | 2023年12月21日   | ピックルボールと阿Q              | ドン・キホーテ大田原店、ピックルボールスクールP-REX、中華料理 阿Q 大田原店 | 栃木県大田原市               | 阿Qの名前は魯迅の阿Q正伝から命名△□石田寛子、小倉憂子（日本ピックルボール協会栃木支部・P-REX所属）、本荘正男（阿Q 大田原店）                                                 |
| #228             | 2023年12月28日   | 那須与一                         | 道の駅那須与一の郷 那須与一伝承館、那須神社、駒込の池、高舘城跡 | 栃木県大田原市               | □重藤智彬（那須与一伝承館学芸員）、益子泰雄（益子の親戚で郷土史語り部） |

| 2024年放送リスト | 2024年放送リスト | 2024年放送リスト              | 2024年放送リスト | 2024年放送リスト | 2024年放送リスト |
| 回数             | 初回放送日時     | タイトル                      | 主なロケ地 | ロケ地所在地     | 備考 □案内人△登場（ゆる）キャラ等 |
| ---------------- | ---------------- | ----------------------------- | --- | ---------------- | --- |
| #229             | 2024年1月4日     | 究極のSUKIYAKI                | 道の駅しもにた（観光協会、しもにた惣菜 まるも屋、観光農園）、堀口肉店、飯塚産業、割烹旅館 下仁田館、                                                 | 群馬県下仁田町   | □津金澤英美・野口幸子（同町観光協会）、茂木辰也（同道の駅内 しもにた惣菜 まるも屋）、山田夏樹（同道の駅内 観光農園 同町 地域おこし協力隊）、飯塚實（飯塚産業 原木椎茸生産）    |
| #230             | 2024年1月11日    | こんにゃくパーク              | こんにゃくパーク | 群馬県甘楽町     | □齋藤ちな美（ヨコオデイリーフーズ広報）、堀川奈恩（こんにゃくパーク インストラクター）                                                                                         |
| #231             | 2024年1月18日    | レトロなまち歩き              | 獅子頭（常陸風土記の丘）、丁字屋（まち蔵 藍）、久松商店（すずめや）、平松理容店、石岡小学校、森樹 MORIKI                                             | 茨城県石岡市     | □竹内智晴（同市 文化振興課）、金子善信（同市観光協会）、櫻井美保菜（すずめや）、平松美代子（平松理容店）、青田澄子（森樹 MORIKI）                                              |
| #232             | 2024年1月25日    | 桐の生活雑貨                  | 高安桐工芸 | 茨城県石岡市     | △ニャーさん（同工芸 看板猫）□高安英直・尚訓・由佳理 他（同工芸） |
| #233             | 2024年2月1日     | 西明寺                        | 西明寺、同 普門院診療所、同 獨鈷處（どっこいしょ）                                                                                                   | 栃木県益子町     | △笑い閻魔（木造閻魔大王坐像）□田中麻香（西明寺 住職、同診療所 院長） |
| #234             | 2024年2月8日     | 窯業技術支援センター          | 窯業技術支援センター、吉村農園 | 栃木県益子町     | △□大和弘之・星佳宏・磯部大我（同センター主任研究員）・岩見遥佳・小松遊・井上遥香・大根田美奈子（同伝習生）・船田のどか（同研究生）・小久保緩奈（同卒業生）、吉村収（吉村農園） |
| #235             | 2024年2月15日    | 小山の魚                      | OyamaWaterPark遊水園、うまい鮨勘 | 栃木県小山市     | □板垣智博（遊水園園長）、齋藤祐馬・平山勝成（うまい鮨勘） |
| #236             | 2024年2月22日    | 思川温泉                      | 小山 思川温泉、おやまゆうえんハーヴェストウォーク | 栃木県小山市     | □大髙徹（思川温泉） |
| #237             | 2024年3月7日     | 柏の葉スマートシティ          | 柏の葉キャンパス駅、柏の葉アーバンデザインセンター（UDCK）、かけだし横丁、アクアテラス、三井ガーデンホテル、柏の葉オープンイノベーションラボ（KOIL） | 千葉県柏市       | □阿藤秀夫・八崎篤・坂本朋子（UDCK）、田中陽（明治）、佐々木悠祐（三井不動産）、八田麻紗子（ミールセレクト）、佐竹芽依・鎌賀恭子（ピノキオプロジェクト）                        |
| #238             | 2024年3月14日    | 流鉄流山線                    | 流山駅等 同線各駅、一茶双樹記念館 | 千葉県流山市     | □北原幸治・原聡詩 等（流鉄株式会社） |
| #239             | 2024年3月21日    | 鬼怒川温泉                    | 鬼怒子の湯、鬼怒楯岩大吊橋、鬼怒川温泉駅、稲庭うどん くうかい、ラーメン 八海山、鬼怒川パークホテルズ                                                 | 栃木県日光市     | △鬼怒子、日光仮面、鬼怒川日向□大嶌健矢（日光観光協会）、鬼怒川太朗（歌手）、大木修一・阿久津貴之（鬼怒川パークホテルズ）                                                       |
| #240             | 2024年3月28日    | 江戸ワンダーランド 日光江戸村 | 日光江戸村 | 栃木県日光市     | △ニャンまげ・大工 熊 等 |
| #241             | 2024年4月4日     | 宇都宮城                      | 宇都宮駅、宇都宮二荒山神社、宇都宮城址公園（清明館・清明台櫓 等）                                                                                    | 栃木県日光市     | 六年目。TVer放送決定。□江田郁夫（宇都宮短大 教授）、人見圭祐・篠崎博哉（宇都宮二荒山神社 権禰宜）、大塚雅之（清明館 職員）                                                     |
| #242             | 2024年4月11日    | 宇都宮城の城下町              | 宇都宮城址公園（宇都宮城ものしり館）、松ヶ峰門跡、たぬき坂、百間掘跡、三日月堀跡、石田屋やきそば店、田川、上蓮池跡                                   | 栃木県日光市     | □江田郁夫（宇都宮短大 教授）、石田憲司・涼子（石田屋やきそば店） |
| #243             | 2024年4月18日    | ザ・ヒロサワ・シティ2024 前編 | ザ・ヒロサワ・シティ ユメノバ（消防自動車博物館等）                                                                                                  | 茨城県筑西市     | □野口稔夫（ザ・ヒロサワ・シティ）、鈴木靖幸（同 消防自動車博物館館長） |
| #244             | 2024年4月25日    | ザ・ヒロサワ・シティ2024 後編 | ザ・ヒロサワ・シティ ユメノバ（科博廣澤航空博物館、レールパーク等）                                                                                  | 茨城県筑西市     | □野口稔夫（ザ・ヒロサワ・シティ） |
| #245             | 2024年5月2日     | SUBARU航空宇宙カンパニー      | SUBARU航空宇宙カンパニー（管理棟本館、SubaruLivingShop、食堂・CENTER WING（管理棟別館）、シュミレータ室）、同社宇都宮製作所南工場                    | 栃木県宇都宮市   | □遠山茂・高久太智・引野豪人・山根北斗・小菅暁・大場純・熊田直輝・塚田大貴・小川俊哉・新入社員の皆さん                                                                          |
| #246             | 2024年5月9日     | 避暑地・伊香保                | 伊香保ロープウェイ、石段街、渋川市指定史跡 ハワイ王国公使別邸、千明仁泉亭                                                                            | 群馬県渋川市     | □入澤勉・萩原勉（伊香保温泉観光ガイドの会）、千明孝夫・壁谷早岐子（千明仁泉亭）                                                                                                |
| #247             | 2024年5月16日    | 龍の国 オートキャンプ場       | 蛇尾川、大展望テラス・サウナ・エリア龍庭等（龍の国 オートキャンプ場）                                                                                | 栃木県那須塩原市 | □飯田真紀（龍の国 オートキャンプ場） |
| #248             | 2024年5月23日    | 塩原の化石                    | 箒川、木の葉化石園 | 栃木県那須塩原市 | □柏村勇二（栃木県立博物館名誉学芸員）、加藤正明（木の葉化石園） |
| #249             | 2024年6月6日     | 水沢うどん                    | 山本屋、水澤寺、清水屋 | 群馬県渋川市     | □入澤勉（伊香保温泉観光ガイドの会）、山本智恵子（山本屋）、大河原健太（清水屋）                                                                                                |
| #250             | 2024年6月13日    | 全足利クラブ                  | 足利市総合運動場、徳蔵寺（ピンポン寺）、松風屋本店、とんかつれんが                                                                                   | 群馬県足利市     | □吉田哲之・小倉正文 他（全足利クラブ）、源田晃澄（徳蔵寺住職）、新井康洋（松風屋本店店主）、鷲尾正男・礼子（とんかつれんが）                                                   |
| #251             | 2024年6月20日    | 那須どうぶつ王国2024          | 那須どうぶつ王国（リスの森、ウェット・ランド、自然道、メェーメェーキッチン 他）                                                                      | 栃木県那須町     | □宮地さくら、半谷秀紀（那須どうぶつ王国職員） |
| #252             | 2024年6月27日    | 殺生石と九尾の狐              | 殺生石、賽の河原、那須ビジターセンター、戦国武将ショップ、那須高原バル                                                                               | 栃木県那須町     | □阿久津靖彦（那須温泉昔語り館館長）、木村安晴（戦国武将ショップ）、望月旭（那須高原バル）                                                                                      |
| #253             | 2024年7月4日     | 山人のくらし                  | ミニ尾瀬公園（山の神、武田久吉メモリアルホール）、桧枝岐村歴史民俗資料館、野営キリンテ白樺（出作り小屋）、御宿 郷                                    | 福島県檜枝岐村   | 山人（やもーど）山で働く男性の事。同村は6割が星姓。□星広大(同村 教育委員会)、星貴博（野営キリンテ白樺）、星長一（出作り小屋 前オーナー）                                       |
| #254             | 2024年7月11日    | 尾瀬・会津沼田街道            | 御宿 郷、大江湿原、平野長蔵（家）の墓、尾瀬沼、三平下、尾瀬沼ビジターセンター、長蔵小屋玄関食堂、尾瀬沼ヒュッテ、燧（ひうち）の湯                    | 福島県檜枝岐村   | □星広大(同村 教育委員会)、星貴博（ガイド・野営キリンテ白樺） |
| #255             | 2024年7月18日    | 韓国グルメ                    | 聖水（ソンス）：おじいさんの工場、北村韓屋村（プクチョンハノクマウル）：北村倉（プクチョングァン）、KNOCKERS、ソソンジェ                             | 韓国ソウル       | □ユック・キョンヒ（コーディネーター） |
| #256             | 2024年7月25日    | 韓国でリフレッシュ            | 北漢山国立公園、明洞：THE FOOT SHOP、イクソンドン焼肉店、青瓦台                                                                                      | 韓国ソウル       | □ユック・キョンヒ（コーディネーター） |
| #257             | 2024年8月1日     | 中山道・軽井沢宿              | 白糸の滝、つるや旅館、二手橋、軽井沢聖パウロカトリック教会、チャーチストリート軽井沢、大坂屋家具店、ちもと総本店軽井沢本店                           | 長野県軽井沢町   | □佐藤守（つるや旅館）、園部悦子・川崎一巳・飛田和健彦・甘利海斗 他（大坂屋家具店）                                                                                             |
| #258             | 2024年8月8日     | 相田みつを                    | 太平記館（＊観光案内所兼土産販売所）、祥林山 高福寺、虎谷 藤本本店、足利市立美術館                                                                   | 栃木県足利市     | □相田一人（相田みつお美術館・相田みつを長男）、武井全補・峻應（祥林山 高福寺）、村松礼子・明（虎谷 藤本本店）、篠原誠司（足利市立美術館）                                      |
| #259             | 2024年8月16日    | SL大樹                        | 下今市駅、SL大樹「ふたら」、東武日光駅、旭屋 | 栃木県日光市     | □松澤弥優・荒井美帆（SL観光アテンダント）、吉新美香（旭屋） |
| #260             | 2024年8月23日    | 世界遺産25周年グルメ旅        | 東武日光駅、勇庵、mekke 日光郷土センター、神橋、cafe 茶まびこ、日光山輪王寺、山楽                                                                    | 栃木県日光市     | □川島菜央（cafe 茶まびこ）、荻原貞宣（日光山輪王寺）、古田秀夫（山楽） |
| #261             | 2024年9月5日     | ましこの熱帯果実              | 道の駅 ましこ、株式会社 あやね、 | 栃木県益子町     | △殿・姫・黒丸（あやね ヤギ）□五十嵐昌子（道の駅 ましこ）、塚本彩音（株式会社 あやね）                                                                                          |
| #262             | 2024年9月12日    | 真岡木綿                      | 真岡木綿会館、久保記念観光文化交流館（真岡市観光協会）、岡部記念館「金鈴荘」                                                                         | 栃木県真岡市     | □花井恵子・木村由香理・後藤ケイ子・吉沢知加子・鶴見純子 他（真岡木綿会館） |
| #263             | 2024年9月19日    | 只見の森と温泉                | 余名沢、季の郷 湯の里、只見駅 | 福島県只見町     | □角田誠（ふるさと只見案内人協会）、酒井智也・黒澤俊光（季の郷 湯の里） |
| #264             | 2024年9月26日    | 只見のグルメ                  | 只見駅、滝神社、只見町インフォメーションセンター、味付マトンケバブカフェ、ねっか                                                                     | 福島県只見町     | △イワっぺ、ブナりん、アカショウちゃん□吉津てるみ（只見町インフォメーションセンター）、目黒道人（味付マトンケバブカフェ）、脇坂斉弘（ねっか）                                   |
| #265             | 2024年10月3日    | とちぎの魚                    | 宇都宮県立博物館、うまい鮨勘 | 栃木県宇都宮市   | △みーたん□小笠原佑（宇都宮県立博物館）、平山勝成（うまい鮨勘） |
| #266             | 2024年10月10日   | 八幡山公園                    | トーテック（Cafe makana、lea makana）、八幡山公園 | 栃木県宇都宮市   | △□小川恵・小川花乃・天野貴史（トーテック）、大塚雅之（宇都宮市文化財ボランティア協議会）                                                                                       |
| #267             | 2024年10月17日   | 東武ワールドスクウェア        | 東武ワールドスクウェア | 栃木県日光市     | △□赤羽遥（東武ワールドスクウェア）、ラブくん（オーストラリアンラブラドゥードル）と飼主夫婦、塚原千夏子（ハーレーダビッドソン塚原）                                             |
| #268             | 2024年10月24日   | 川治温泉                      | 川治ふれあい公園、薬師の湯、黄金橋、鬼怒川、男鹿川、坂文生肉店、和風らぁめん いかり、五十里ダム                                                      | 栃木県日光市     | △かわじい□小野田祥一（日光市観光協会） |
| #269             | 2024年11月7日    | カルピスみらいのミュージアム  | カルピスみらいのミュージアム | 群馬県館林市     | △□磯葵（同館 案内係） |
| #270             | 2024年11月14日   | 群馬県立館林美術館            | 群馬県立館林美術館 | 群馬県館林市     | △□定松晶子（同館 学芸員）・鑓田崇人（同館 ワークショップ講師） |
| #271             | 2024年11月21日   | 東松山のおでかけスポット      | 岩殿観音正法寺、埼玉県こども動物自然公園 | 埼玉県東松山市   | △□中嶋榮・友子（正法寺）、齊藤友萌・山崎萌香（動物自然公園） |
| #272             | 2024年11月28日   | やきゅう神社とやきとり        | 箭弓稲荷神社、門前茶屋 箭弓の森（和菓子 富久屋）、東松山駅、やきとり桂馬                                                                             | 埼玉県東松山市   | △□池永衛冶・甲田豊治（箭弓稲荷神社）、平田匠（和菓子 富久屋）、青木豊（やきとり桂馬）                                                                                          |
| #273             | 2024年12月5日    | 那須千本松牧場                | 那須千本松牧場 | 栃木県那須塩原市 | △□三野進一（ホウライ株式会社） |
| #274             | 2024年12月12日   | 日本遺産那須野が原            | 那須野が原博物館、旧青木家那須別邸、道の駅「明治の森・黒磯」                                                                                         | 栃木県那須塩原市 | △□松本裕之（那須野が原博物館）、印南友希（道の駅「明治の森・黒磯」） |
| #275             | 2024年12月19日   | 大田原巡り「まちなか」        | 金燈籠ポケット公園、大手門跡、大田原小学校、稲見商店、KOGETSU May、応竜                                                                              | 栃木県大田原市   | △□山川千尋（同市学芸員）、海老澤 教頭（大田原小学校）、畠山耕一（SOLTURO）、稲見正之（稲見商店）、坂主芽依（KOGETSU May）、田代尚之（応竜）、相馬憲一（同市市長）              |
| #276             | 2024年12月26日   | 大田原巡り「湯津上・黒羽」    | 天鷹酒造、黒羽藍染紺屋、黒羽運動公園 | 栃木県大田原市   | △□尾﨑俊介（天鷹酒造）、小沼雄太（黒羽藍染紺屋）、ABLAZE |

| 2025年放送リスト | 2025年放送リスト | 2025年放送リスト                             | 2025年放送リスト | 2025年放送リスト | 2025年放送リスト |
| 回数             | 初回放送日時     | タイトル                                     | 主なロケ地 | ロケ地所在地     | 備考 □案内人△登場（ゆる）キャラ等 |
| ---------------- | ---------------- | -------------------------------------------- | --- | ---------------- | --- |
| #277             | 2025年1月9日     | 浅草東洋館                                   | 浅草寺、浅草東洋館 | 東京都台東区     | △□福嶋里美（浅草東洋館）、惑星カッポ、キラーコンテンツ |
| #278             | 2025年1月16日    | 浅草の人力車                                 | 隅田公園、すみだリバーウォーク、浅草カツ吉 | 東京都台東区     | △□玉置真矢（浅草人力車小杉屋 車夫・芸人「やったーくん」）、柳沢和美（浅草カツ吉）                                                                                        |
| #279             | 2025年1月23日    | 石岡のうまいもの                             | かつをぶし河津商店、手打ちそば甚八 | 茨城県石岡市     | △□川津留美・英之（河津商店）、相沢衛（手打ちそば甚八） |
| #280             | 2025年1月30日    | ダチョウ王国とやさと温泉ゆりの郷             | ダチョウ王国、やさと温泉 ゆりの郷 | 茨城県石岡市     | △□吉田清博（ダチョウ王国）、鈴木充男（やさと温泉 ゆりの郷） |
| #281             | 2025年2月6日     | ガンガラーの谷                               | 茨城空港、ガンガラーの谷 | 沖縄県南城市     | △□金澤倫行（ガンガラーの谷 ツアーガイド） |
| #282             | 2025年2月13日    | 壺屋やちむん通り                             | 南ヌ窯（フェーヌカマ）、北の宮（ニシヌメー）、壷屋焼窯元育陶園本店、育陶園やちむん道場、うちなー茶屋 ぶくぶく                                                                  | 沖縄県那覇市     | △□高江洲忠・高江洲光・富澤誠・玉城悟・高安彩百合（育陶園）、島袋弘貴（ぶくぶく）                                                                                         |
| #283             | 2025年2月20日    | 一乗谷朝倉氏と越前がに                       | 福井駅、福井県立一乗谷朝倉氏遺跡博物館、えがわ、越前くりや温泉 あらき | 福井県           | △フクイティタン、シシカゲ□坂川陽香、田中祐二（同 博物館）、廣瀬晶未（朝倉氏遺跡保存協会）、江川真紀子（えがわ）、荒木敏生・美由紀・詩音・太一（あらき）                  |
| #284             | 2025年2月27日    | 三方五湖と日本海の幸                         | 三方五湖レインボーライン山頂公園、若狭湾、cafeなないろ、小浜湾、御食国若狭おばま食文化館、若狭小浜お魚センター、濱の四季                                                       | 福井県           | △□坂川陽香、米村美香（レインボーライン）、岡颯馬（食文化館）、木崎信一（小浜水産食品協同組合）、西本一郎（濱の四季）                                                     |
| #285             | 2025年3月6日     | 伊達氏のルーツ                               | しもだて地域交流センター アルテリオ、観音寺、インターフラワーデザインズ | 茨城県筑西市     | △□諏訪光一（ちくせい観光ボランティア協会）、松居照邦（観音寺 住職）、高橋光治（インターフラワーデザインズ）                                                              |
| #286             | 2025年3月13日    | 下館ラーメン                                 | 諏訪書店、アルテリオ、盛昭軒、道の駅グランテラス筑西、麺屋あおい | 茨城県筑西市     | △□諏訪光一（ちくせい観光ボランティア協会・諏訪書店）、坂入・杉山・長沼・上野（下館ラーメン学会）、長谷川みどり・松本フミ子（盛昭軒）、谷口正浩・猪野さゆり（麺屋あおい） |
| #287             | 2025年3月20日    | ニッカウヰスキー                             | ニッカウヰスキー栃木工場、氏家駅、氏家バル AORY | 栃木県さくら市   | △□北村哲也・斉藤文昭（ニッカウヰスキー栃木工場）、青木佑太（氏家バル AORY）                                                                                              |
| #288             | 2025年3月27日    | 道の駅きつれがわ                             | 道の駅きつれがわ | 栃木県さくら市   | △大笹牧場の大ちゃん□知久祐一・黒田勇次（道の駅きつれがわ）、大橋宗夫（同駅内 餃子とキムチの大都）、吉澤幸彦（同駅内 Gelateria KITS）                                     |
| #289             | 2025年4月3日     | 足利のシンボル中橋                           | モカ自家焙煎コーヒー店、中橋 | 栃木県足利市     | △□堀越敬介・大介（モカ自家焙煎コーヒー店）、萩原吉洋（栃木県安足土木事務所）、大谷正美（巴コーポレーション）                                                             |
| #290             | 2025年4月10日    | 都賀の春                                     | 株式会社 アドバンス、栃木植物園 大柿花山（布袋ヶ岡城跡） | 栃木県栃木市     | △□粂谷一郎・生澤幸枝（アドバンス）、大出英子・昌男（大柿花山） |
| #291             | 2025年4月17日    | 宇都宮レトロ旅 前編                          | 宇都宮動物園、宇都宮市水道 戸祭配水場、カフェテラス LION | 栃木県宇都宮市   | △ねこ園長さんた、ニーニー□大内琴未（宇都宮動物園）、橋本憲一、鈴木瑛敬（宇都宮市上下水道局）、比氣一子、入江浩史・友花里（カフェテラス LION）                            |
| #292             | 2025年4月24日    | 宇都宮レトロ旅 後編                          | 上野文具、オリオン通り、カレーショップ フジ | 栃木県宇都宮市   | △□上野拓哉・日下田洋介（上野文具）、大橋好守・横山加奈（カレーショップ フジ）                                                                                            |
| #293             | 2025年5月1日     | 鹿沼城                                       | 鹿沼市役所、鹿沼城跡（鹿沼文化活動交流館、千手山公園、千手院） | 栃木県鹿沼市     | △□江田郁夫（宇都宮短期大学教授）、永岡弘章（鹿沼市教育委員会） |
| #294             | 2025年5月8日     | 鹿沼宿の２本の道                             | 新鹿沼駅、二荒山神社、史跡 鳥居跡（とりいど）、医王山阿弥陀院 薬王寺、KEYHOLE、十二社神社、御成橋                                                                              | 栃木県鹿沼市     | △薬王寺 愛犬あくびくん□江田郁夫（宇都宮短期大学教授）、倉松俊弘（薬王寺 住職）、瀬谷一世・荒城隆介・松井瑛人（KEYHOLE）                                                  |
| #295             | 2025年5月15日    | 館林のつつじまつり                           | 城沼、善長寺、つつじが岡公園、ときもと | 群馬県館林市     | △ぽんちゃん□井坂優斗（館林市役所 学芸員）、木村康夫（つつじが岡公園）、藪之本佳奈子（つつじが岡営業者組合）、マッキントッシュ優子（ときもと）                            |
| #296             | 2025年5月22日    | 館林の城沼散策                               | 館林城跡（館林市役所、群馬県立館林女子高等学校、館林城ゆめひろば、向井千秋記念子ども科学館、旧上毛モスリン事務所、つつじが岡第二公園、旧秋元別邸、尾曳の渡し）、らーめん一心亭 | 群馬県館林市     | △□井坂優斗（館林市役所 学芸員）、村田正（城沼観光）、大山卓也（らーめん一心亭）                                                                                          |
| #297             | 2025年6月5日     | 磯浜古墳群                                   | 大洗駅（大洗町観光情報交流センター うみまちテラス）、磯浜古墳群（日下ヶ塚古墳、磯浜海防陣屋跡、車塚古墳、姫塚古墳）                                                            | 茨城県大洗町     | △アライッペ□関根香苗（うみまちテラス）、坂本薫・金澤真里・佐藤博美（磯浜古墳群サポーター）、蓼沼香未由（大洗教育委員会）                                                 |
| #298             | 2025年6月12日    | 初夏の大洗さんぽ                             | 大洗マリンタワー、 かねふく めんたいパーク大洗、大洗温泉 ホテル大洗 舞凜館 | 茨城県大洗町     | △タラコン博士□安藤康一郎（東京かねふく）、市村悦子・翼（ホテル大洗） |
| #299             | 2025年6月19日    | 阪神甲子園球場                               | 茨城空港、神戸空港、阪神甲子園球場（甲子園歴史館、バックスクリーン、三塁ブルペン）、メリケンパーク、神戸メリケンパークオリエンタルホテル                                       | 兵庫県           | △□大木穂乃香（スカイマーク）、代走みつくに（阪神甲子園球場）、水谷亮（神戸メリケンパークオリエンタルホテル統括料理長）                                                   |
| #300             | 2025年6月26日    | 新世界・通天閣                               | ジャンジャン横丁（大西煙草店、福政、串かつだるま ジャンジャン店）、通天閣 | 大阪府           | △□小林一則・西垣勇太（串かつだるま）、高井光貴（通天閣観光） |
| #301             | 2025年7月3日     | 那須高原 南ヶ丘牧場                          | 那須高原 南ヶ丘牧場 | 栃木県那須町     | △□森岡真由・吉成奈央（南ヶ丘牧場） |
| #302             | 2025年7月10日    | 那須高原で夏休み                             | 道の駅那須高原友愛の森（なすとらん、那須ロイヤル 高原マルシェ、工芸館）、ロイヤルリゾート ホテルサンバレー那須                                                                 | 栃木県那須町     | △□常盤隆道（那須未来株式会社）、小川智恵子（なすとらん）、人見由紀枝・赤津律子・武田幸七・戸村裕（工芸館）、岡本吉広（ホテルサンバレー那須）                             |
| #303             | 2025年7月17日    | 常陸国出雲大社（林彩館、出雲館）             | | 茨城県笠間市     | △モクモクフー□戸田ひかり（常陸国出雲大社）、伊藤遠平（現代アーチスト）、服部真季（ガラス工房 神魂（かもす）ガラス作家）                                                  |
| #304             | 2025年7月24日    | 石切山脈、株式会社 想石、U-A Cafe モンブラン | | 茨城県笠間市     | △□二野宮ゆかり（石切山脈ツアーガイド）、鶴田直之・宮窪徹（想石）、島内良二（U-A Cafe モンブラン）                                                                        |
| #305             | 2025年8月7日     | なかがわ水遊園                               | | 栃木県大田原市   | △□渡辺裕介・清水健介・印南正弘・木村隆夫（栃木県なかがわ水遊園） |
| #306             | 2025年8月14日    | いわむらかずお絵本の丘美術館                 | いわむらかずお絵本の丘美術館、 | 栃木県那珂川町   | △□岩村康一朗（絵本の丘美術館・いわむらかずお長男） |
| #307             | 2025年8月21日    | 野木のひまわり                               | | 栃木県野木町     | △□ |

## 放送局
| 放送対象地域 | 放送局                 | 系列       | 放送日時                                                                                        | 放送形態   | 備考 |
| ------------ | ---------------------- | ---------- | ----------------------------------------------------------------------------------------------- | ---------- | --- |
| 栃木県       | とちテレ               | 独立協     | 木曜19時00分 - 19時30分 【再放送】 土曜9時00分 - 9時30分 【再々放送】 翌月曜11時00分 - 11時30分 | 制作局     | |
| 群馬県       | 群馬テレビ             | 独立協     | 土曜11時30分 - 12時00分                                                                         | 遅れネット | |
| 埼玉県       | テレ玉                 | 独立協     | 金曜20時30分 - 21時00分                                                                         | 遅れネット | |
| 千葉県       | チバテレ               | 独立協     | 土曜10時30分 - 11時00分                                                                         | 遅れネット | |
| 東京都       | TOKYO MX               | 独立協     | 火曜4時00分 - 4時30分                                                                           | 遅れネット | 【過去】 ・#001 - #023 MX2 日曜17時30分 - 18時00分 2019年4月7日 - 2019年9月29日 ・#024 - #060 MX2 土曜13時30分 - 14時00分 2019年10月12日 - 2020年6月27日 ・#061 - #072 MX1 水曜2時05分 - 2時35分 2020年7月8日 - 2020年9月30日 ・#073 - #096 MX1 水曜2時35分 - 3時05分 2020年10月7日 - 2021年3月31日 ・#097 - #120 MX1 火曜1時05分 - 1時35分 2021年4月6日 - 2021年9月28日 ・#121 - #192 MX1 金曜5時00分 - 5時30分 2021年10月8日 - 2023年3月24日 ・#193 - #216 MX1 金曜6時00分 - 6時30分 2023年4月7日 - 2023年9月29日 【現在】 ・#217 - MX1 火曜4時00分 - 4時30分 2023年10月10日 - （#227・#280未放映） |
| 神奈川県     | tvk                    | 独立協     | 木曜10時00分 - 10時30分                                                                         | 遅れネット | 【現在】 ・#001 - 木曜10時00分 - 10時30分 2019年5月23日 - （#253#254未放映） |
| 京都府       | KBS京都                | 独立協     | 日曜9時30分 - 10時00分                                                                          | 遅れネット | |
| 兵庫県       | サンテレビ             | 独立協     | 水曜18時00分 - 18時30分                                                                         | 遅れネット | |
| 全国放送     | BSJapanext             | BS放送     | 終了                                                                                            | 遅れネット | 【過去】 ・#138 - #154 火曜16時00分 - 16時30分 2022年3月29日 - 2022年7月26日 ・#155 - #174 火曜15時30分 - 16時00分 2022年8月2日 - 2023年1月3日 ・#175 - #197 火曜9時30分 - 10時00分 2023年1月10日 - 2023年6月27日 |
| 全国放送     | BS松竹東急             | BS放送     | 終了                                                                                            | 遅れネット | 【過去】 ・#241 - #293 土曜7時00分 - 7時30分 2025年1月11日 - 2025年6月28日 （#243#244#246#247#249#250#251#253-6#258-60#263-7#277-280未放映） 無料放送 |
| 全国放送     | 歌謡ポップス           | CS放送     | 終了                                                                                            | 遅れネット | 【過去】 ・#001 - #044 土曜6時25分 - 6時50分 2019年5月4日 - 2020年3月28日 ・#045 - #140 金曜2時00分 - 2時30分 2020年4月1日 - 2022年4月1日 ・#141 - #152 金曜1時30分 - 2時00分 2022年4月8日 - 2022年7月1日 インターローカルアワー枠で無料放送 |
| 全国放送     | ホームドラマチャンネル | CS放送     | 月曜0時30分 - 1時00分                                                                           | 遅れネット | 【現在】 ・#153 - 月曜0時30分 - 1時00分 2022年7月4日 - インターローカルアワー枠で無料放送 |
| 全国放送     | GYAO! サービス終了     | ネット配信 | 終了                                                                                            |            | 【過去】 不定期 |